# BMW S54
Der S54 mit der internen Motorenbezeichnung S54B32 ist ein Motor von der BMW M GmbH und wurde 2000 im M3 der Baureihe E46 eingeführt. Der Motor basiert nicht auf dem M54-Motor der BMW AG-Fahrzeuge, sondern wurde aus dem Vorgänger, dem BMW S50B32, verbaut vor allem im BMW M3 der Baureihe E36, entwickelt. Der S54 ist ein 3246 cm³ großer Hochdrehzahl-Reihensechszylinder-Ottomotor. Der Motor besitzt für Ein- und Auslass eine Nockenwellenverstellung (Stufenlose Hochdruck-Doppel-VANOS). Er wiegt 212 kg.

## Entwicklung
Der im BMW M3 E36 verbaute BMW S50B32 Sportmotor war nach Meinung vieler an der maximalen Leistungsstufe angekommen. Wesentlicher Grund hierfür war der betriebene konstruktive Aufwand und der bereits nahezu maximal ausgereizte Zylinderabstand. Dieser stand einer weiteren Hubraumerweiterung und damit Leistungssteigerung im Wege. Im Rahmen der umfangreichen Überarbeitung wurden die Konstruktionsmerkmale des S50 übernommen (Graugussblock, Einzeldrossel, Doppel-VANOS, Fächerkrümmer etc.), aber weitgehend in nahezu jedem Detail überarbeitet. Es wurde noch eine geringe Hubraumerhöhung gegenüber dem S50B32 von 3.201 cm3 auf 3.246 cm3 und eine Erhöhung der Nenndrehzahl von 7.400 min−1 auf 7.900 min−1 erreicht. Die Leistung stieg damit gegenüber dem S50B32 um knapp 7 % von 236 auf 252 kW, das Drehmoment von 350 Nm bei 3250 min−1 auf 365 Nm bei 4900 min−1 (Daten siehe auch Weblink auto motor und sport.de).
Im BMW E90 M3 wurde als Nachfolger der BMW S65, ein Hochdrehzahl-4-Liter-V8-Motor, eingesetzt.
Des Weiteren existiert eine P54-Version mit 2 l Hubraum von 2003 (siehe Bild). Der Zylinderkopf und der einteilige Zylinderblock bestehen aus Aluminium, wobei der Block eingesetzte Grauguss-Laufbuchsen aufweist. So wiegt der Motor 137 kg. Bei den Kolben handelt es sich um geschmiedete Kastenkolben, bei den Pleueln um hochfeste Stahlpleuel. Für die Zündung werden sechs Hochleistungs-Stabzündspulen mit integrierten Zündtreibern eingesetzt. Das Motorsteuergerät BMW Motorsport 12A-R6 nutzt drei leistungsstarke Mikroprozessoren; die Einspritzung erfolgt zylinderselektiv.

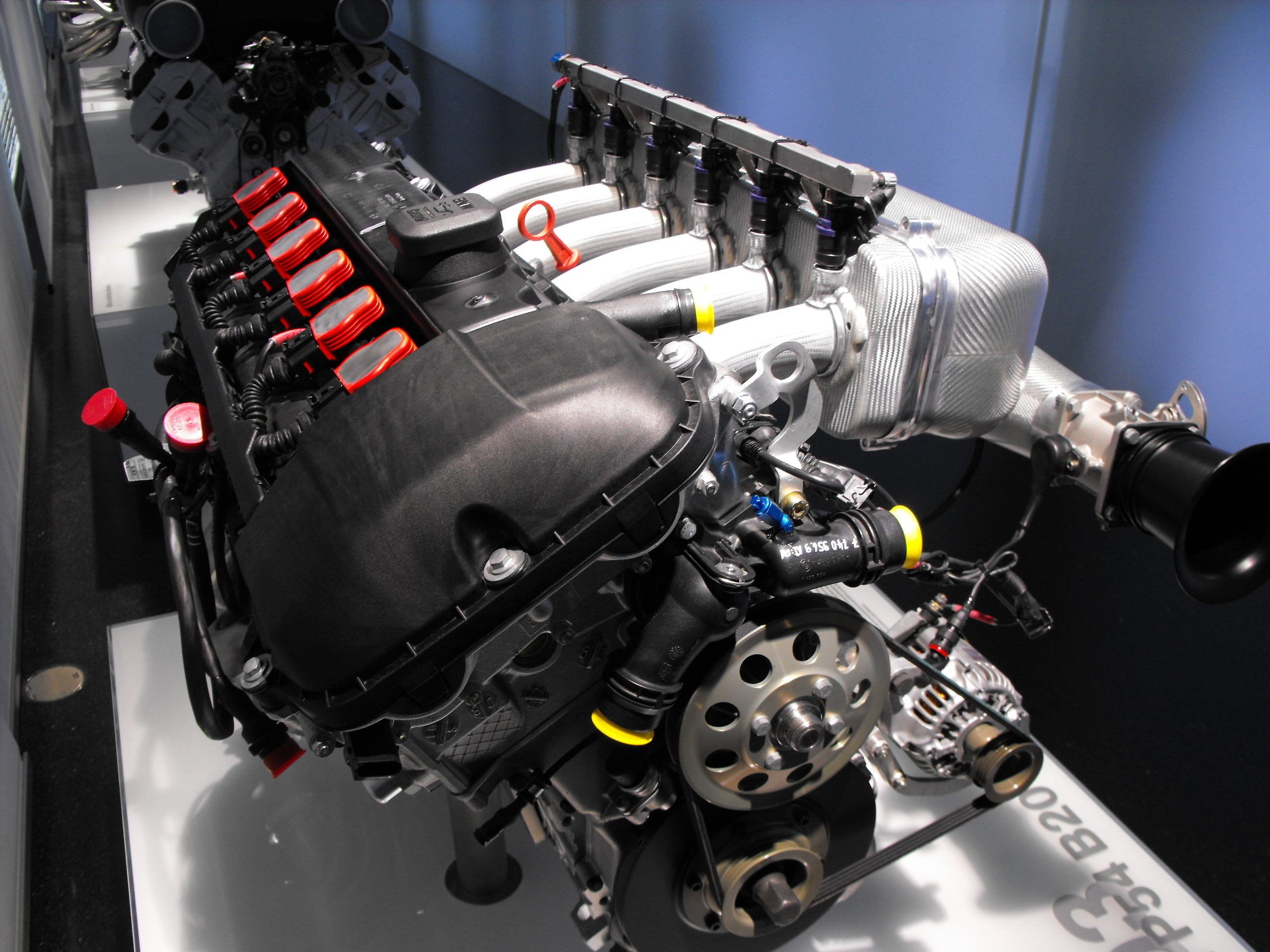
BMW P54B20
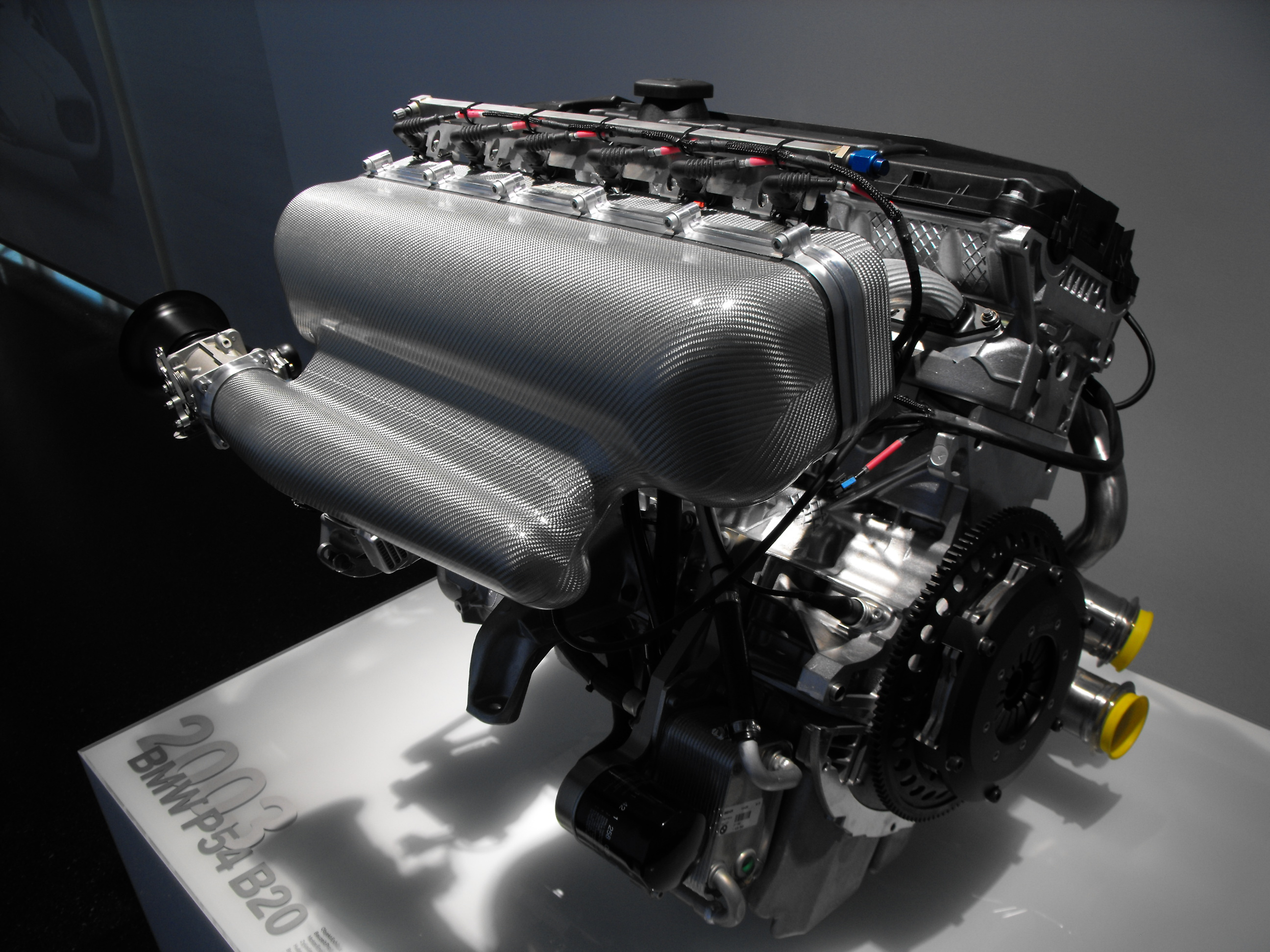
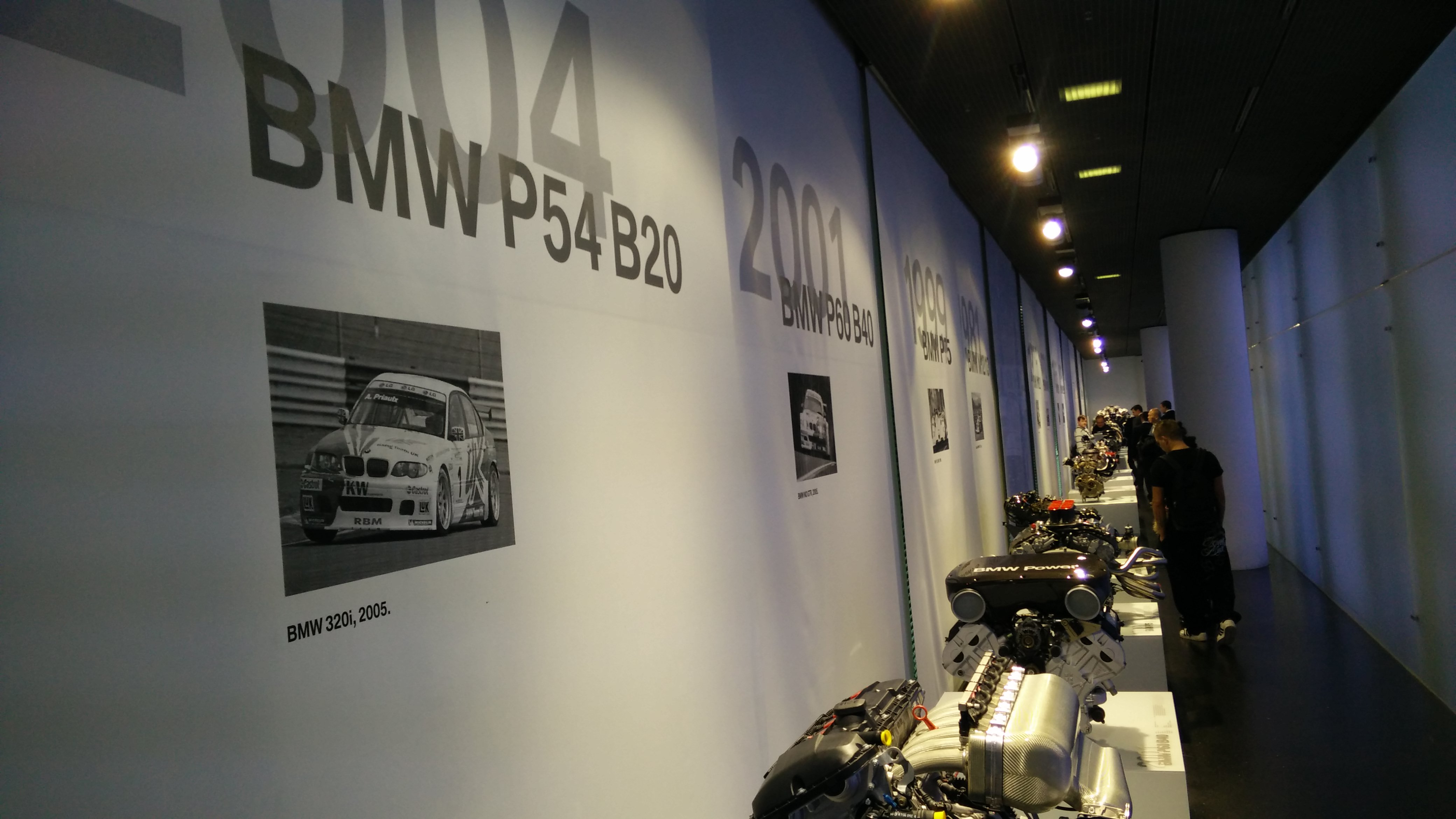
Einsatz des P54B20 im BMW 320i

## Daten
| Motor        | Hubraum          | Bohrung × Hub     | Ventile/Zyl. | Verdichtung | Leistung bei 1/min       | Drehmoment bei 1/min | Höchstdrehzahl | Jahr            |
| ------------ | ---------------- | ----------------- | ------------ | ----------- | ------------------------ | -------------------- | -------------- | --------------- |
| S54B32       | 3,2 l (3246 cm3) | 87,0 mm × 91,0 mm | 4            | 11,5:1      | 252 kW (343 PS) bei 7900 | 365 Nm bei 4900      | 8000 min−1     | 07/2000–2011    |
| S54B32 E36/7 | 3,2 l (3246 cm3) | 87,0 mm × 91,0 mm | 4            | 11,5:1      | 239 kW (325 PS) bei 7400 | 354 Nm bei 4900      | 7600 min−1     | 04/2001–07/2002 |
| S54B32HP     | 3,2 l (3246 cm3) | 87,0 mm × 91,0 mm | 4            | 11,5:1      | 265 kW (360 PS) bei 7900 | 370 Nm bei 4900      | 8000 min−1     | 01/2003–2004    |
| S54B32US     | 3,2 l (3246 cm3) | 87,0 mm × 91,0 mm | 4            | 11,5:1      | 248 kW (338 PS) bei 7900 | 355 Nm bei 4900      | 8000 min−1     | 2000–2006       |
| P54B20       | 2,0 l (1990 cm3) | 80,0 mm × 66,0 mm | 4            | 11:1        | 202 kW (275 PS) bei 8800 | 230 Nm bei ca. 7000  | 9000 min−1     | 2003–2005       |

## Verwendung
S54B32
- BMW M3 E46 (2000–2007)
- BMW Z4 M Coupé E86 / Roadster E85 (2006–2008)
- Wiesmann Roadster MF3 (2002–2011)

S54B32 E36/7
- BMW Z3 M Roadster E36/7 sowie M Coupé E36/8 (04/2001–07/2002) (Minderleistung aufgrund anderer Abgasanlage)

S54B32HP
- BMW M3 E46 CSL (2003–2004) (Mehrleistung durch schärfere Nockenwellen sowie Airbox)

S54B32US
- BMW M3 E46 US-Version (2000–2006) (Minderleistung, da die Abgaskatalysatoren aufgrund schärferer US-Abgasvorschriften im Krümmer angeordnet sind)

P54B20
- BMW 320i WTCC E46 (2005, siehe Bild aus BMW Museum unter Entwicklung)